# William Owie
William Owie (japanisch オウイエ ウィリアム Owie William; * 19. April 2004 in der Präfektur Kanagawa) ist ein japanischer Fußballspieler.

## Karriere
William Owie erlernte das Fußballspielen in der Jugend von Kawasaki Frontale sowie in der Schulmannschaft der Nippon Sport Science University Kashiwa High School. Seinen ersten Vertrag unterschrieb er im Februar 2023 bei Kashiwa Reysol. Der Verein aus Kashiwa spielte in der ersten Liga, der J1 League. In den Spielzeiten 2023 und 2024 kam er in der Liga nicht zum Einsatz. Für Kashiwa bestritt er ein Pokalspiel und ein Ligapokalspiel. Im Februar 2025 wechselte er auf Leihbasis zum Drittligisten FC Gifu. Sein Drittligadebüt für den Verein aus Gifu gab William Owie am 1. März 2025 (3. Spieltag) im Heimspiel gegen Giravanz Kitakyūshū. Bei dem 2:1-Erfolg wurde er in der 73. Minute für Kai Sasaki eingewechselt.